# Juan Carlos Onetti

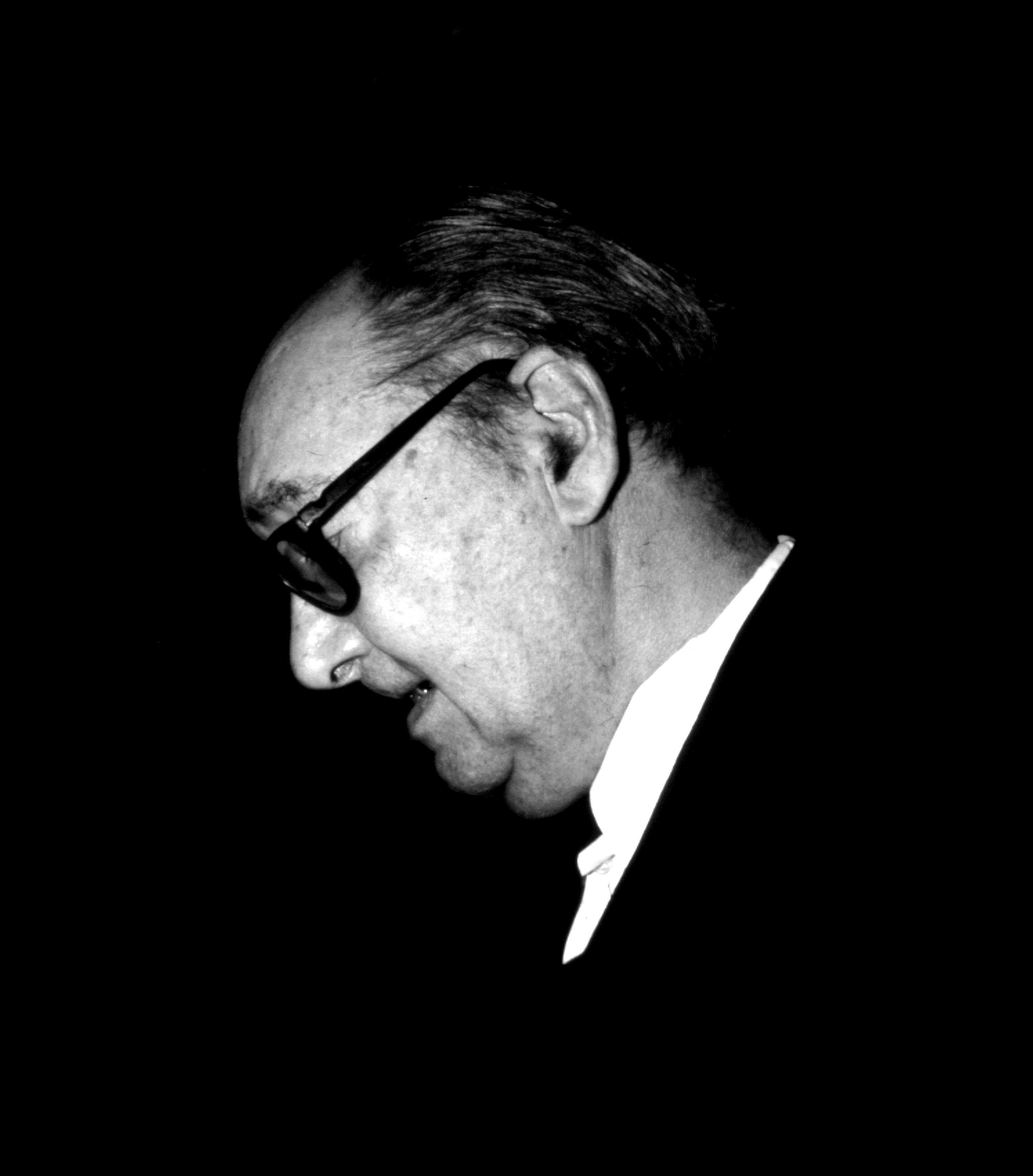
Juan Carlos Onetti (1981)

Juan Carlos Onetti Borges (Montevideo, 1º luglio 1909 – Madrid, 30 maggio 1994) è stato uno scrittore e giornalista uruguaiano.

## Biografia
Onetti nacque a Montevideo il 1º luglio del 1909, figlio di Carlos Onetti, un funzionario doganale uruguaiano di remote origini irlandesi (l'originario cognome dei suoi avi paterni era O'Nety), e di Honoria Borges, proveniente da una ricca famiglia brasiliana originaria dello stato del Rio Grande do Sul. Si trasferì a Buenos Aires, in Argentina, all'età di vent'anni, dove pubblicò alcuni racconti ed iniziò a lavorare come giornalista. Negli anni sessanta raggiunse una discreta notorietà anche all'estero e nel 1974 fu imprigionato dalla giunta militare.
Nel 1975 si trasferì in Spagna, prendendo residenza a Madrid, città dove rimase fino alla morte nel 1994, e dove fu sepolto nel Cementerio de la Almudena.
Grazie alle sue rarefatte e nello stesso tempo drammatiche costruzioni letterarie contribuì alla nascita della moderna letteratura latinoamericana, diventandone uno fra i più incisivi ed originali esponenti. 
L'esperienza della vita gretta e provinciale nel paese immaginario di Santa María e un pessimismo che raggiunge, in alcuni romanzi, una angoscia profonda sono i caratteri principali del suo universo narrativo, che richiama William Faulkner e Joseph Conrad.
Nel 1980 a Onetti fu conferito il Premio Cervantes.

## Opere
Le opere con il titolo in italiano sono quelle che risultano tradotte e pubblicate in Italia.

### Romanzi
- Il pozzo (El pozo, 1939), trad. di Ilide Carmignani, Roma, Sur, 2015.
- Terra di nessuno (Tierra de nadie, 1941)
- Per questa notte (Para esta noche, 1942), trad. di Enrico Cicogna, Milano, Feltrinelli, 1982?
- La vita breve (La vida breve, 1950), trad. di Enrico Cicogna, Milano, Feltrinelli, 1970 e Torino, Einaudi, 2010; trad. di Gina Maneri, Roma, Sur, 2021.
- Gli addii (Los adioses, 1954), trad. di Dario Puccini, Roma, Sur, 2012.
- Per una tomba senza nome (Para una tumba sin nombre, 1959), trad. di Dario Puccini, Roma, Editori Riuniti, 1983 e Roma, Sur, 2016.
- Il cantiere (El astillero, 1961), trad. di Ilide Carmignani, Roma, Sur, 2013.
- Raccattacadaveri (Juntacádaveres, 1964), trad. di Enrico Cicogna, Roma, Sur, 2013; trad. di Gina Maneri, Roma, Sur, 2022.
- La morte e la bambina (La muerte y la niña,1973) trad. di Gina Maneri, Roma, Sur, 2024.
- Lasciamo che parli il vento (Dejemos hablar al viento, 1979),  trad. di Francesco Tarquini, Milano, Feltrinelli, 1982?
- Cuando entonces (1987)
- Quando ormai nulla più importa (Cuando ya no importe, 1993), trad. it di Raul Crisafio e Pier Luigi Crovetto, Torino, Einaudi, 1994.

### Raccolte di racconti
- Un sueño realizado y otros cuentos (Número. 1951)
- La cara de la desgracia (1960)
- El infierno tan temido y otros cuentos (1962)
- Cuentos completos (1967, 1974 e 1994)
- Los rostros del amor (1968)
- Tiempo de abrazar (include il romanzo breve omonimo e racconti scritti dal 1933 al 1950. 1974)
- Triste come lei e altri racconti (Tan triste como ella y otros cuentos, 1976), trad. di Angelo Morino, Torino, Einaudi, 1981.
- Cuentos secretos (1986)
- Presencia y otros cuentos (1986)
- Cuentos completos (Alfaguara. 2006)
- Obras completas, III. Cuentos, artículos y miscelánea (include Conversaciones, pp. 929–1232. 2009)

### Altri scritti
- Réquiem por Faulkner (1975), articoli
- Confesiones de un lector (1995), articoli 1976-1991 (edizione accresciuta in Obras, III, e Un Uruguayo en España)
- Cartas de un joven escritor (2009), corrispondenza con Julio E. Payró